# Kåre Hovda
Kåre Hovda (Veggli, 24 januari 1944 – Rødberg, 13 februari 1999) was een Noors biatleet. Hovda nam in 1972 deel aan beide biatlon-evenementen tijdens de Olympische Winterspelen. In het individuele 20km evenement eindigde hij op de achttiende plaats, met het Noorse team behaalde hij de vierde plaats op de 4 x 7,5km estafette. 
Kåre is de broer van Kjell Hovda. 

## Palmares
- Wereldkampioenschappen biatlon
  - 1974:  - 4 x 7,5km estafette